# Национальный музей Кении
Национальный музей Кении (англ. National Museums of Kenya) — государственный музей истории и культуры Кении, расположенный в Найроби.

## История
Официально музей открылся 22 сентября 1930 года. Первоначально назывался Музей Корендона, в честь губернатора Кении сэра Роберта Корендона. После провозглашения независимости Кении в 1963 году — музей переименовали в Национальный музей Кении.
В 2006 году на базе музея создали государственное учреждение Национальные музеи Кении, которому подчинили и этот музей, и ещё два десятка музеев в Кении, а также ряд памятников исторического наследия и два института.

## Экспозиции
Музей посвящён истории и культуре Кении, в том числе и истории Найроби. Располагает одной из лучших коллекций флоры и фауны Восточной Африки. На первом этаже музея регулярно проводятся выставки современного искусства Кении. В результате реконструкции, проведённой в 2005—2007 годах, направленность работы музея стала ближе к многопрофильному образовательному центру.

## Галерея
- Национальный музей Кении
- Статуя динозавра
- Статуя слона
- Национальный музей Кении

- Из коллекции птиц Национального музея Кении
- Dryoscopus cubla
- Cercotrichas quadrivirgata
- Calamonastes fasciolatus
- Riparia cincta
- Chalcomitra amethystina
- Turdus pelios
- Megabyas flammulatus
- Muscicapa adusta
- Coracias abyssinicus
- Geokichla piaggiae